# Джиневра Елкан
Джиневра Елкан (на италиански: Ginevra Elkann) е родена в Лондон италианска филмова продуцентка и режисьорка, наследница и светска личност. Тя е член на семейство Анели и e внучка на италианския индустриалец Джани Анели.

## Биография

### Ранен живот
Родена в Лондон на 24 септември 1979 г. като дъщеря на италианката Маргерита Анели и на френско-италианския писател Ален Елкан.  Баща й е евреин, а майка й е католичка и тя е възпитана като католичка. Нейните баба и дядо по майчина линия са принцесата и светска личност Марела Карачоло ди Кастането и индустриалецът Джани Анели. Тя е правнучка на Еторе Оваца. Има двама по-големи братя – Джон Елкан, който е президент на групата компании Фиат, и Лапо Елкан. Родителите й се развеждат, когато е малка, и тя се мести първо в Рио де Жанейро, а след това в Париж с майка си и втория си баща, руският граф Серж дьо Пален. Завършва е Американския университет в Париж.

### Кариера
Елкан работи като трети асистент-режисьор във филма L'assedio на Бернардо Бертолучи от 1998 г. и е видео асистент във филма на Антъни Мингела „Талантливият г-н Рипли“ (1999 г.). По-късно учи режисура в Лондонското филмово училище (LFS), където получава магистърска степен. През 2005 г. нейният дипломен филм от LFS, 9-минутният Vado a messa („Отивам на литургия“), е излъчен по време на специалното събитие на Cinema Schools на 62-ия Международен филмов фестивал във Венеция. Запитана дали е предвидила някакви конкретни теми за пълнометражен филм, тя споменава две: трилър, чието действие се развива в света на синхронното плуване, и адаптация на разказа на баща й Piazza Carignano, който засяга един фашистки евреин. Тя е вдъхновена от историята на бащината страна на семейството, влиятелната банкова фамилия Оваца, които са ранни съюзници и важни финансови покровители на Бенито Мусолини и на италианския фашизъм.
През 2009 г. основава продуцентска компания Caspian Films, като първо продуцира Frontier Blues, нейния дебютен пълнометражен филм на иранския режисьор и колега възпитаник на LFS Бабак Джалали. Този филм е разработен с подкрепата на Cinéfondation от Кан и е представен премиерно в конкурса на 62-ия филмов фестивал в Локарно . След това тя продуцира други независими игрални филми като White Shadow, режисиран от Ноаз Деше (2013), който спечели наградата Лъв на бъдещето на 70-ия Международен филмов фестивал във Венеция; Chlorine, режисиран от Ламберто Санфеличе (2015), чиято премиера е на филмовия фестивал Сънданс през 2015 г .; и отново с Джалали в третия му игрален филм Land, чиято премиера е в секцията „Панорама“ на 68-ия Международен филмов фестивал в Берлин.
През 2011 г. основа продуцентската и дистрибуторска компания Good Films заедно с Франческо Мелци д'Ерил, Луиджи Музини и Лоренцо Миели. През 2019 г. нейният дебютен игрален филм като режисьор Magari ( If Only ) има световната си премиера като откриващ филм на 72-ия филмов фестивал в Локарно. Поради пандемията от COVID-19 в Италия разпространението на филма по кината не може да продължи, както е предвидено, така че филмът е наличен в RaiPlay, платформата за стрийминг на италианския национален оператор RAI през май 2020 г. Номиниран за най-добър първи филм през 2020 г. и за най-добър нов режисьор през 2021 г. за Ciak d'oro.

## Личен живот
Омъжва се за граф Джовани Гаетани дел'Акуила д'Арагона (р. 1973 г.) на римокатолическа церемония в Маракеш, Мароко, на 25 април 2009 г. Има двама сина и дъщеря от него: Джакомо (род. 15 август 2009 г.),  Пиетро (род. 31 октомври 2012 г.), и Марела (род. 27 май 2014 г.).

## Филмография

### Режисьор
- Vado a messa (2005) – късометражен филм
- If Only (2019)
- I Told You So (Te l’avevo detto) - 2023

### Продуцент
- Frontier Blues (2009), реж. Бабак Джалали
- Noche (2013), реж. Леонардо Brzezicki
- White Shadow (2013), реж. Ноаз Деше
- Chlorine (2015), реж. Ламберто Санфелик
- Arianna (2015), реж. Карло Лаваня
- Prova contraria (2016), реж. Киара Анело – документален филм
- Mektoub, My Love: Canto Uno (2017), реж. Абделатиф Кечиче
- Land (2018), реж. Бабак Джалали